# خوان بالما
خوان بالما (بالإسبانية: Juan Palma)‏ هو لاعب كرة قدم كولومبي في مركزي الدفاع والوسط، ولد في 18 يوليو 1999 في بويرتو كارينيو في كولومبيا. لعب مع أونس كالداس.

## وصلات خارجية
- خوان بالما على موقع Soccerway.com (الإنجليزية)